# Torrões
Torrões é um bairro do Recife. Localizado na Zona Oeste. Integra a RPA4, Microrregião 4.2.
Faz limites com os seguintes bairros: 
- Cordeiro
- Curado
- Engenho do Meio
- San Martin

## História
Na década de 1940 o local era uma extensa horta, com plantações de batata e macaxeira. 
A comunidade foi crescendo ao redor das hortas.
A retirada das batatas e macaxeiras deixava o terreno cheio de torrões, e essa característica deu nome ao bairro, por falta de outra opção.
Em seu território há três comunidades:
- Roda de Fogo.[2]
- Coréia
- Sítio das Palmeiras.

Há, também, um monumento muito importante da história de Pernambuco: o Forte do Arraial Novo do Bom Jesus.

## Demografia
- Área Territorial: 168,6 ha
- População Residente: 29.510 habitantes
- Densidade demográfica: 175 hab./ha[nota 1]

## Educação
As seguintes instituições educacionais estão localizadas no bairro de Torrões: 
Estadual
- Escola Pintor Lauro Linhares
- Escola Professora Fontainha de Abreu

Municipal
- Creche Municipal Deus é Amor
- Creche Municipal Nossa Senhora Auxiliadora
- Escola Municipal Arraial Novo do Bom Jesus
- Escola Municipal Creuza de Freitas Cavalcanti
- Escola Municipal Professora Elizabeth Sales Coutinho Barros
- Escola Municipal dos Torrões

Privada
- Educandário Emanoel Santos
- Educandário Manoel Filho
- Educandário Tânia Bezerra
- Escola Alice Mendonça
- Escola Viana
- Instituto Educacional Alexandre Barros
- Instituto Educacional Maria Amália [5]
- Instituto Educacional Pedro Hermínio
- Instituto Escolar Edite Maria
  - em Roda de Fogo
- Instituto Escolar Marlene Almeida

## Roda de Fogo
Dentro da área territorial de Torrões há uma comunidade conhecida por Roda de Fogo.  Tem seu nome baseado em uma novela homônima na televisão brasileira.
De urbanização recente, começou em 1987, quando algumas famílias ocuparam uma área de 60 hectares dentro da área territorial do bairro. Possui aproximadamente 25.000 habitantes, com intensa atividade comercial. A comunidade ainda continua sua luta pela escrituração de seus lotes de terreno. Durante toda essa luta pela posse de seus bens, os moradores participaram de diversas negociações com o Estado, utilizando os mais diversos meios de comunicação e conscientização, utilizando até uma agência de notícias própria, a Agência de Notícias Roda de Fogo.
Com regularização fundiária constante, atualmente já possui mais de 600 escrituras entregues.
A comunidade é atendida em sua saúde pela USF Roda de Fogo . Fica em seu território o Instituto Escolar Edite Maria.

## Sítio das Palmeiras
Sítio das Palmeiras é outra comunidade dentro da área territorial de Torrões.
Conta com associação de moradores , Unidade de Saúde da Família e terminal de ônibus urbano.